# Львовская хореографическая школа
 Львовская детская хореографическая школа основана в августе 1957 г. решением областного управления культуры при инициативе и содействии дирекции Львовского государственного академического театра оперы и балета им. Ивана Франко. Школа с четырёхлетней формой обучения - первая и единственная на всю Западную Украину.

## История

### Студия 1947 - 1957
В послевоенное время балетная труппа оперного театра остро ощущала дефицит кадров. Поэтому в 1947 году усилиями руководства театра была создана балетная студия, которую возглавлял хореограф, солист балета Александр Павлович Ярославцев.

### 1957—1962
Первым директором Львовской детской хореографической школы с августа 1957 до августа 1960 г. была Клавдия Герасимовна Васина — очень энергичный и требовательный педагог. В настоящее время она работала ещё педагогом-репетитором балетной труппы театра. Вместе с ней проводила набор учеников в школы педагог фортепиано Любовь Владимировна Кулик. В школу было принято 70 учеников. Конкурс был огромный, так как подобной профессиональной школы во Львове ещё не было.
В школы начали свою педагогическую деятельность такие хореографы: Елена Брандт, Александра Печенюк, Людмила Орловская, концертмейстеры: Майя Лазебник (Стрельцова), Николай Сильвестров, педагог фортепиано Любовь Кулик, которая помогала вести документацию школы.
С 1960 по 1962 гг школой руководила Евгения Петровна Шинкаренко, которая впоследствии переехала в Москву и работала в Московском хореографическом училище.

### 1962—1973
С 1962 по 1969 гг. школу возглавляла Галина Калиникивна Абакунчик, и именно при её руководстве школе было предоставлено теперишнее помещения по улице Дорошенко 63 (первый этаж и флигель). Постепенно контингент учащихся увеличился до 100 человек, расширился педагогический состав школы.
С 1969 по 1973 школу снова возглавляла Клавдия Герасимовна Васина.

### 1973—1991
С 1973 по 1991 (18 лет) школой руководила Мария Викторовна Замай-Белова. Под её руководством численность ученического коллектива школы выросла с 100 до 300 учеников, а педагогический состав увеличился с 20 до 40 учителей.
С 1974 г. была введена должность завуча, на которой в течение многих лет работает Надежда Никифоровна Котик. Вместе с руководством школы она совершенствовала учебный процесс, укрепляла материальную базу школы. Было приложено немало усилий для расширения площади школы, проведена капитальная реконструкция помещений, обустройством новых классных комнат.
Именно тогда произошло возгорание творческого роста и расцвета. В школу пришли известные ведущие педагоги-хореографы: заслуженная артистка Украины Ольга Стратиневська, артисты и солисты балета Ольга Самойленко, Лев Благой, Сергей Астремський, Лидия Зотова (Ситниченко), Алла Сердцева, Оксана Орлюта, Любовь Луговская — ученики первых наборов школы.
Следует отметить балетмейстеров-постановщиков: заслуженного артиста Украины Петроса Малхасянц, заслуженного артиста Бурятии Михаила Заславского, народного артиста Украины Герман Олексійович, Нину Поспелову, Сергея Наенко, Галину Клещеву.
На протяжении многих лет режиссёром традиционных ежегодных отчетных концертов школы является педагог-ветеран школы Людмила Марина — замечательный знаток музыкально-сценической драматургии.
Уместно вспомнить и других ветеранов школы: заслуженную артистку Украины Ирину Красногорову, Руфина Ланской, заслуженную артистку Украины Эльзу стариков, Нину Балухину, Николая Панасюка, Людмилу Орловскую, Нелли Товстанову, Ирину Панасюк, Нину Маркову, Валентину Коваленко, Валентину Шевченко, Галину Сахновский и молодых педагогов-хореографов Наталью Смут, Татьяну Роздобудько. Рядом с ними работали и работают концертмейстеры и педагоги фортепиано Любовь Кулик, Людмила Енько, Татьяна Журикова, Аделия Яцына, Нина Гузикова, Алла Треплина, Ольга Яворская, Лидия Пронюк, Нона Чекаленко, Светлана Тихоненко, Елена Немира, Игорь Тетельбаум, Адриана Масляк, Виктория Алехина, Оксана Куйдич, Нина Мервинська, Оксана Гондера, Галина Стоцкая, Валентина Тарчинець, Светлана крупей, Ирина Кос, Наталья Зикрич, Алина Журикова. Все они своё мастерство, любовь и преданность искусству вложили в душу и плоть воспитанников, в мир музыки и движения танца, имя которому — балет.
С 1985 г. школа перешла с пятилетней на семилетнюю форму обучения и стала базовой в Западном регионе. На базе школы ежегодно проходят семинары для руководителей хореографических коллективов области и педагогов-хореографов школ-искусств. Были разработаны учебные планы и программы из хореографических и музыкально-теоретических дисциплин. Созданы два отдела: хореографический и музыкально-теоретических дисциплин.
Школа была участницей хореографических фестивалей-конкурсов, на которых занимала призовые места. Так, в 1989 году на первом конкурсе-фестивале «Праздник детского танца» в Одессе школа стала лауреатом этого конкурса (хореографическая композиция «Карпаты», музыка А. Кос-Анатольского, постановка заслуженного артиста Украины П. Малхасянц).

### 1991—2000
С 1991 по 2000 год школой руководила Ольга Ивановна Кривко.
С 1993 г. министерство культуры начало Всеукраинский детский конкурс хореографического искусства «Юность балета», который проводился каждые два года в Киеве. Ученики нашей школы также принимали участие в этом конкурсе и становились его дипломантами и лауреатами. Среди них — Юлия Ушакова, Олег Петрик, Кристина Трач (также дипломантка конкурса «Хрустальная туфелька»), Полина Камкина, Елена Эдельштейн, Анастасия Гнатишин — ученики педагога Поспеловой Н. А., Елена Павлова (педагог засл. Артистка Украины Ольга Стратиневська), Мария Абашова-дипломантка конкурса «Фуэте Артека — 1998» (педагог засл. артистка Украины Красногорова-Малхасянц И. С.) и многие другие.

### 2000 —
С 2000 года с контингентом 260 учеников и коллективом 49 работников школу возглавляет Владимир Григорьевич Саболта. Благодаря усилиям нового директора школу преобразован в учреждение культуры как юридическую структуру, переведены на самостоятельный баланс. Школа получает статус Львовской государственной хореографической школы, документально подтверждено решением исполнительного комитета Львовского городского совета.
Директор энергично взялся за совершенствование учебного процесса, провел работу по упорядочению возрастного ценза учеников в классах, по обустройству помещений школы, эстетического оформления помещений школы. Зародилась ещё одна новая традиция — ежегодные концерты ко дню Святого Николая.
В 2006 году впервые проведено первый Международный юношеский конкурс классической хореографии «Галицкая Терпсихора 2006». Налажено тесное сотрудничество с руководством Львовского нНационального академического театра оперы и балета им. Соломии Крушельницкой, где 60 % балетной труппы — это бывшие воспитанники школы, а наши творческие отчеты и концерты к Святому Николаю входят в репертуар театра.
Ученики старших классов задействованы в спектаклях театра: «Лебединое озеро», «Сотворение мира», «Возвращение Баттерфляй», «Баядерка», «Коппелия» и др.. Ученики школы постоянно принимают участие в конкурсах, фестивалях «Одесские жемчужинки», «Танец без границ» (г. Киев), «Хрустальная туфелька» "(г. Харьков) и др.., Где становятся дипломантами и лауреатами.
В 2004 г. при школе открыт подготовительное отделение с целью улучшения качества набора учащихся в школу. Ученики активно участвуют в праздничных мероприятиях города и области.

## Программа обучения
В подготовительные группы набираются девочки и мальчики в возрасте 5-8 лет. Специально для малышей создана универсальная система обучения «РЕБЕНОК БУДУЩЕГО», где сочетается танец, гимнастика, музыка, уроки творчества, участие в концертных программах, подготовка к школе.
Набор в первый класс проводится с 9 лет.
 Предметы 
- Классический танец,
- Народный танец,
- современная хореографию,
- Гимнастика,
- исторический танец,
- дуэтный танец,
- историю балета,
- актерское мастерство,
- теория музыки,
- фортепиано.

## Галицкая Терпсихора
Международный юношеский конкурс классической хореографии Галицкая Терпсихора, основан в 2006 г.,стал традиционным (проводился в 2006, 2008, 2010 гг.)

## Детский театр балета Львова
В 2011 году при школе был создан Детский театр балета Львова
«Лис Микита» — 29 мая 2011 г. состоялась премьера первого детского балета на музыку И.Виммера, хореография заслуженого артиста Украины С.Наенко.
«Привал кавалерии» — 11 января 2012 г. состоялась премьера балета на музыку И.Армсгеймера, хореография М.Петипа, балетмейстер-постановщик Н.Санжаревский.
«Времена года» — 26 мая 2012 г. состоялась премьера балета на музыку А.Глазунова, хореография заслуженного артиста Украины С. Наенко.
В октябре 2013 года состоялись первые гастроли Детского театра балета Львова в Словению.

## Сотрудничество с ЛНАТОБ
Налажено тесное сотрудничество с руководством Львовского Национального академического театра оперы и балета им. Крушельницкой, где учащиеся задействованы в спектаклях театра: «Сотворение мира», «Возвращение Баттерфляй», «Баядерка», «Коппелия».